# بخش لکساند
بخش لکساند (به سوئدی: Leksands kommun) یک ناحیه شهری در سوئد است که در شهرستان دالارنا واقع شده‌است.

## خواهرخوانده
شهرهای Hørsholm Municipality، لیلهامر، Oulainen، کارکسی-نویا، Aurora، تبتسو، هوکایدو و برینرد، مینه‌سوتا خواهرخوانده‌های بخش لکساند هستند.